# Richard Köhler (Wirtschaftswissenschaftler)
Richard Köhler (* 30. Dezember 1936 in Schweinfurt; † 4. September 2020 in Köln) war ein deutscher Wirtschaftswissenschaftler.

## Werdegang
Nach Abitur und Lehre als Bankkaufmann studierte Richard Köhler Betriebswirtschaftslehre an den Universitäten Würzburg und Mannheim. Er erhielt seinen Doktortitel 1965 in Mannheim, war wissenschaftlicher Mitarbeiter am Lehrstuhl von Curt Sandig und arbeitete während der Jahre 1963 bis 1971 nebenberuflich als freier Mitarbeiter in einer Wirtschaftsprüfungspraxis. 1973 erlangte er seine Habilitation in Betriebswirtschaftslehre an der Universität Mannheim. Zwischen 1973 und 1979 war Köhler Professor für Betriebswirtschaftspolitik und Marketing sowie Direktor des Instituts für Wirtschaftswissenschaften an der RWTH Aachen. 1978/79 war er als Dekan an der Philosophischen Fakultät in Aachen tätig. Neben Rufen aus Aachen und Köln erhielt er Rufe der Universitäten Bochum, Freiburg und Innsbruck.
Richard Köhler war seit 1979 Mitglied der Universität zu Köln. Er war Direktor des Seminars für Allgemeine BWL, Marktforschung und Marketing sowie Gründungsmitglied des Instituts für Messewirtschaft und Distributionsforschung. 1989 war er Gastprofessor an der Keiō-Universität in Tokio, 1994 Lehrbeauftragter für Marketing-Accounting an der Freien Universität Berlin. Im Jahre 2000 übernahm er Gastprofessuren an der Meiji-Universität und an der Keio-Universität (beide Tokio) sowie 2000 und 2004 an der St.-Kliment-Ochridski-Universität Sofia, Bulgarien. Zwischen 1995 und 1997 war Köhler Dekan der Wirtschafts- und Sozialwissenschaftlichen Fakultät der Universität zu Köln. Ende Februar 2002 wurde er emeritiert. Er war Gründungspräsident des KölnAlumni e.V., dem Alumninetzwerk der Universität zu Köln, dessen Vorstandsvorsitzender er von 2003 bis einschließlich 2005 war. Seit 2018 gehörte Köhler zum Kreis der „Honour Alumni“ an der Universität zu Köln.

## Wirken
Richard Köhler war in verschiedenen Verbänden, Kommissionen, wissenschaftlichen Beiräten sowie im Rahmen diverser Projekte tätig. Köhler wirkte von 1969 bis 1972 als Projektleiter im DFG-Sonderforschungsbereich „Sozial- und wirtschaftspsychologische Entscheidungsforschung“ an der Universität Mannheim mit, zwischen 1975 und 1982 sowie von 1986 bis 1991 als Projektleiter in den DFG-Schwerpunktprogrammen „Empirische Entscheidungstheorie“ und „Theorie der Innovation in Unternehmen“. Von 1981 bis 1984 gehörte er dem Vorstand des Verbandes der Hochschullehrer für Betriebswirtschaft (VHB) an, in den letzten beiden Jahren als stellvertretender Vorsitzender. Zum VHB-Ehrenmitglied wurde er 2012 ernannt. 2015 gehörte Köhler zu den Gründungsmitgliedern des VHB-Board of Friends e.V. Er war Vorstandsbeirat in der Schmalenbach-Gesellschaft für Betriebswirtschaft von 1983 bis 2013. Im Jahre 1977 gehörte er zu den Gründern des Marketing-Club Aachen e.V., dessen Ehrenmitglied er heute ist (2012 wurde er ebenfalls Ehrenmitglied des Marketing Club Köln/Bonn). 1983 wurde er zum ordentlichen Akademiemitglied der Accademia Italiana di Economia Aziendale, Bologna, gewählt. Beim Organisationsforum Wirtschaftskongress (OFW) war er von 1985 bis 2009 Kuratoriumsmitglied. Seit 2010 gehörte er dem Ehrenkuratorium an. Seit 1999 ist Köhler Mitglied im Scientific Committee des Istituto di Economia d' Impresa an der Università degli Studi di Milano. Im Jahre 2002 wurde er zum Ehrenmitglied von CONNE (Cologne Nippon Network) ernannt. Von 1990 bis 2002 wirkte er als aktives Mitglied in der CEMS-Interfaculty Group on Marketing (Community of European Management Schools). 1999 wurde er in den Wissenschaftlichen Beirat des Instituts für Marktorientierte Unternehmensführung (IMU) an der Universität Mannheim berufen, von 2003 bis 2012 gehörte er dem IMU-Partnerkreis an. 
Von 1992 bis 2006 war Köhler Vorsitzender der Jury für den Preis des Markenverbandes (Jurymitglied von 1980 bis 2016), von 1993 bis 2016 wirkte er als Kuratoriumsmitglied der Gesellschaft zur Erforschung des Markenwesens e.V. (deren Ehrenmitglied er 2011 wurde). Von 1996 bis 2001 war er der erste Sprecher der Arbeitsgruppe „Nachwuchsförderung“ im Verband der Hochschullehrer für Betriebswirtschaft e. V. Im Jahre 2005 wurde er vom Vorstand dieses Verbandes zum Mitglied in der Arbeitsgruppe „Ethik wissenschaftlichen Arbeitens“ bestellt (bis 2015). Köhler wurde 2013 Vorsitzender des wissenschaftlichen Beirats der Bonner Akademie (heute Zurich Insurance Group), dem er von 1992 bis 2017 angehörte.
Köhler war Gründungsherausgeber der Zeitschrift Die Betriebswirtschaft (DBW), bei der er von 1977 bis einschl. 2006 als aktiver Herausgeber mitwirkte. Er war außerdem von 1997 bis einschl. 2007 im Herausgeberbeirat der Zeitschrift Absatzwirtschaft tätig. Zusammen mit Hermann Diller gab er die Kohlhammer Edition Marketing heraus (von 1981 bis 2002 mit Heribert Meffert).

## Ehrungen
Am 26. Januar 2005 erhielt Köhler von der Wirtschaftswissenschaftlichen Fakultät der Katholischen Universität Eichstätt-Ingolstadt den Ehrendoktortitel. Der Ehrendoktortitel der Universität Potsdam (Wirtschafts- und Sozialwissenschaftliche Fakultät) wurde ihm am 3. Juli 2008 verliehen. Am 30. Oktober des gleichen Jahres erhielt er an der Wirtschaftsuniversität Wien die Viktor-Mataja-Medaille, die höchste wissenschaftliche Auszeichnung der Österreichischen Werbewissenschaftlichen Gesellschaft. Am 25. Januar 2011 wurde er „in Würdigung seiner Verdienste“ um die Universität zu Köln mit der Universitätsmedaille ausgezeichnet.

## Werke (Auswahl)
- Theoretische Systeme der Betriebswirtschaftslehre im Lichte der neueren Wissenschaftslogik, Stuttgart 1966
- Grundlagenprobleme einer entscheidungsorientierten Marketing-Lehre, Habilitationsschrift, Mannheim 1972
- Beiträge zum Marketing-Management. Planung, Organisation, Controlling, 1. Aufl., Stuttgart 1988; 2., erweiterte Aufl., Stuttgart 1991; 3., erweiterte Aufl., Stuttgart 1993
- Handwörterbuch des Marketing, 2. Aufl., Stuttgart 1995 (Hrsg., zusammen mit B. Tietz und J. Zentes)
- Entwicklungen der Betriebswirtschaftslehre, Stuttgart 2002 (Hrsg., zusammen mit E. Gaugler)
- Handwörterbuch der Betriebswirtschaft, 6. Aufl., Stuttgart 2007 (Hrsg., zusammen mit H.-U. Küpper und A. Pfingsten)
- Wie Marken wirken. Impulse aus der Neuroökonomie für die Markenführung, München 2010 (Hrsg., zusammen mit M. Bruhn)
- Marketingorganisation. Die Basis einer marktorientierten Unternehmenssteuerung, Stuttgart 2014 (zusammen mit Jörg Freilich)